# Рандъл Парк
Рандъл Парк е американски актьор, комик и писател, известен с изобразяването на бащата на Еди Хуанг, американския реставратор Луи Хуанг в ситкома Fresh Off the Boat (2014 – 2020), за който е номиниран за телевизионна награда „Избор на критиците“ за най-добър актьор в сериал – комедия през 2016 година.
През 2012 г. придобива популярност, играейки Стив, замяна на Джим Халпърт в епизод на NBC ситком The Office. Той се появява в повтарящата се роля на губернатора Дани Чунг в комедийната серия на HBO Veep, и съавтор и козвезда в романтичната комедия на „Нетфликс“ Always Be My Maybe (2019), редом с Али Уонг. Той се появява и в киновселената Марвел като агент Джими У във филма Ant-Man 2018 и оса и 2021 минисерии WandaVision, като бъдеща версия на себе си в автобиографичната комедийна серия 2021 Dwayne Johnson Young Rock, а във филма на DC Extended Universe „Аквамен“ (2018) като д-р Стивън Шин.
Появява се в множество уебсерии по Канал 101, включително д-р Чудеса, IKEA Heights, и Уонг Фу Продукции.